# Glomerulonephritis
Als Glomerulonephritis (von „Nephritis“, griechisch-lateinisch für Nierenentzündung; Mehrzahl: Glomerulonephritiden; Abkürzung: GN) wird  eine beidseitige Entzündung der Nieren bezeichnet, bei der die Nierenkörperchen und hier die Glomerula zuerst betroffen sind. Es werden verschiedene Formen unterschieden, die in ihrer Gesamtheit zu den häufigsten Ursachen der chronischen Niereninsuffizienz gehören. Die Glomerulonephritiden sind eine Untergruppe der glomerulären Erkrankungen (Glomerulopathien).

## Formen
Die Einteilung der Glomerulonephritiden ist nicht einheitlich, da sie sich anhand ihrer Entstehung, der histologischen Erscheinung und klinischen Form einordnen lassen und somit von verschiedenen Seiten her klassifizierbar sind.
Nach der Pathogenese werden primäre und sekundäre Glomerulonephritiden unterschieden.

### Primäre Formen
Hierunter versteht man verschiedene Formen von autoimmun bedingten Glomerulonephritiden, denen keine andere Erkrankung vorausgeht oder bisher nicht festgestellt werden konnte. Von den meisten Glomerulonephritisformen existieren primäre und sekundäre Formen. Zum Beispiel kann die IgA-Glomerulonephritis auch sekundär bei Leberzirrhose beobachtet werden. Die primäre membranöse Glomerulonephritis wird auf Autoantikörper (meist vom IgG4-Isotyp) gegen PLA2R zurückgeführt. Weitere primäre Glomerulonephritiden sind die Antibasalmembran-Antikörper-Glomerulopephritis, die membranoproliferative GN und C3-Glomerulonephritis.
Die fokal segmentale Glomerulosklerose bezeichnet zunächst einmal nur eine glomeruläre Vernarbung, die weniger als die Hälfte der Glomeruli in weniger als der Hälfte des jeweiligen Glomerulus betrifft. Sie kann ebenfalls als primäre oder sekundäre Form auftreten. Sekundär ist sie bei jeder Glomerulonephritis möglich. Die fokale und segementale Glomerulosklerose wird ebenso wie die glomeruläre Minimalläsion nicht zu den Glomerulonephritiden gezählt.

### Sekundäre Formen
Die sekundären Glomerulonephritiden sind auf eine Erkrankung außerhalb der Nieren oder generalisierte Erkrankungen zurückzuführen, wie zum Beispiel Infektion bei der endokapillär-proliferativen GN (= postinfektiöse GN oder Post-Streptokokken-GN), Autoimmunerkrankungen wie dem Goodpasture-Syndrom, der Granulomatose mit Polyangiitis,  dem Lupus erythematodes disseminatus, Medikamente wie Gold oder Penicillamin. Das auf einen genetischen Defekt im Kollagen Typ IV zurückzuführende Alport-Syndrom führt lediglich zu degenerativen Veränderungen der Glomeruli mit glomerulonephritisähnlichen Symptomen und Befunden, eine Glomerulonephritis liegt hierbei aber nicht vor.

### Andere Einteilungen
Die nekrotisierende intra-/extrakapillär-proliferative GN mit diffuser Halbmondbildung (= rapid-progrediente GN, RPGN) hat eine Sonderrolle, da sie bei verschiedenen Formen der GN auftreten kann und den klinischen Verlauf beschreibt.
Auch nicht zu den Glomerulonephritiden gehörende Nierenerkrankungen sowie degenerative Veränderungen der Glomerula bei Systemerkrankungen  wie Diabetes mellitus, Lupus erythematodes oder Amyloidose, können wie die Glomerulonephritiden schließlich zu einer Sklerose der Nierenkörperchen (Glomerulosklerose) führen.
Glomeruläre Minimalläsionen (Minimal-Change-Glomerulopathie) und primäre Formen der fokal segmentalen Glomerulosklerose, können formal nicht als Glomerulonephritiden angesehen werden, da ihnen charakteristische Merkmale einer Entzündung (-itis) fehlen. Trotzdem wird die Minimal-Change-Glomerulopathie  von nephrologischen Laien fälschlich als Minimal-Change-Glomerulonephritis (MCGN) bezeichnet.

## Liste der Glomerulonephritiden

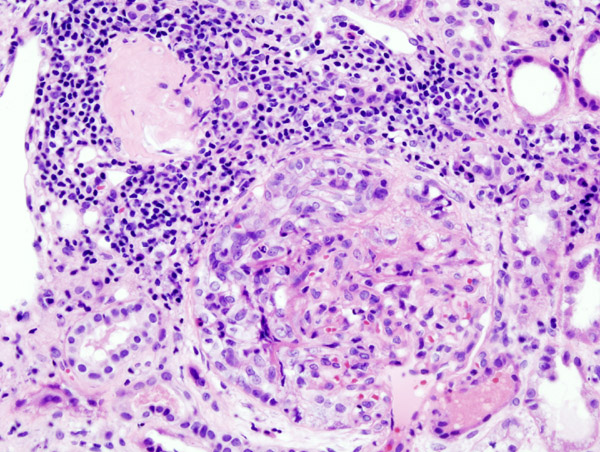
Feingewebsschnitt einer extrakapillär proliferativen Glomerulonephritis, die sich klinisch als rapid progressive Glomerulonephritis manifestiert hat

- fibrilläre Glomerulonephritis und immunotaktoide Glomerulonephritis, mit kongorotnegativen extrazellulären mikrotubulären bzw. fibrillären Ablagerungen[3]
- membranoproliferative Glomerulonephritis Typ I, Typ II und Typ III
- membranöse (epimembranöse) Glomerulonephritis
- mesangioproliferative Glomerulonephritis, mit der häufigsten Sonderform IgA-Nephritis
- nekrotisierende Glomerulonephritis, klinisch als rasch progressive Glomerulonephritis bezeichnet
- postinfektiöse oder besser infektionsassoziierte Glomerulonephritis, meist als Poststreptokokken-Glomerulonephritis
- Alport-Syndrom ist ein mit dem Synonym hereditäre Glomerulonephritis bezeichneter, meist X-chromosomal-dominant, seltener autosomal-rezessiv vererbter Defekt von Kollagen Typ IV, welches unter anderem in den Nieren, im Innenohr und Auge vorkommt.[4]
- (Löhleinsche) Herdnephritis: herdförmige Glomerulonephritis, bei der vor allem die Glomeruli betroffen sind, genannt auch Glomerulitis[5]

## Symptome
Glomerulonephritiden äußern sich zumeist als nephritisches Syndrom (Hämaturie, Proteinurie unter 3 g/Tag, Salz- und Wasserretention, arterieller Hypertonus) oder nephrotisches Syndrom (Proteinausscheidung im Urin >3,0 bis 3,5 g/Tag bei Erwachsenen, Hypalbuminämie, Hyperlidpidämie, Thromboseneigung, Ödeme). Es ist dabei keinesfalls richtig, dass sich chronische Glomerulonephritiden stets mit einem nephrotischen Syndrom äußern und akute stets mit einem nephritischen Syndrom. Das nephrotische Syndrom tritt meist bei einer membranösen Glomerulonephritis und bei membranoproliferativen Glomerulonephritiden auf (letztere auch oft mit Hämaturie). Mesangioproliferative Glomerulonephritiden äußern sich meist als nephritisches Syndrom, extrakapillär proliferative Glomerulonephritiden meist als rapid progressive Glomerulonephritis mit Hämaturie, Proteinurie und sich rasch verschlechternder Nierenfunktion.
Durch Serumuntersuchungen lässt sich die genaue Diagnose eingrenzen, die definitive Diagnose ist nur durch eine Nierenbiopsie möglich.

## Diagnose
Der Verdacht auf eine Glomerulonephritis ergibt sich anhand der Labordiagnostik von Blut und Urin. Meist sollte eine Nierenbiopsie zur definitiven Diagnostik angestrebt werden. Ausnahmen bilden selbstlimitierende Formen, wie eine Poststreptokokken-Glomerulonephritis. Aus der feingeweblichen Untersuchung in Zusammenschau mit einer elektronenmikroskopischen Untersuchung und einer immunhistochemischen Anfärbung des Biopsates lassen sich Schlussfolgerungen für die Therapie und die Prognose ziehen.

## Therapie
Je nach Form der Erkrankung variieren auch die Behandlungsmethoden.
Es kommen in der Regel immunsuppressive Therapien zum Einsatz. Dabei sollte jedoch zur Behandlung der Typ der Erkrankung bekannt sein.